# Absenta

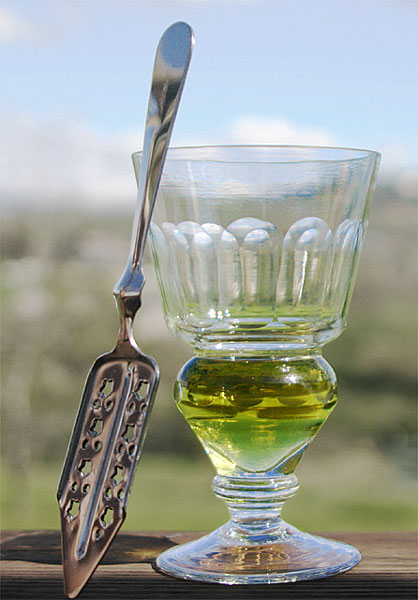
Cuchara y copa típicas. En el fondo de la copa se ve la absenta antes de la adición del agua.

La absenta o ajenjo, apodada la Fée Verte ('El hada verde') o también apodada el diablo verde, es una bebida alcohólica de ligero sabor anisado, con un fondo amargo de tintes complejos debido a la contribución de las hierbas que contiene, principalmente Artemisia absinthium. Cuando se le añade agua fría y azúcar, la bebida se transforma en la esencia lechosa (louche). Comenzó siendo un elixir en Suiza donde el médico francés Pierre Ordinaire creó la receta, pero fue en Francia donde se hizo popular debido a la asociación entre los artistas y escritores que tomaban esta bebida en el París de finales del siglo XIX hasta que se prohibió su producción en 1915. La marca más popular durante el siglo XIX fue Pernod Fils hasta su prohibición. Durante la belle époque el nombre se convirtió en sinónimo de la bebida y la marca representó el estándar de calidad de facto por el cual se juzgaba a todas las demás.

## Etimología
Las palabras francesa y española para la absenta se pueden referir indistintamente a la bebida o a la planta (existen dos especies así conocidas: el ajenjo mayor Artemisia absinthium, y el ajenjo menor, o póntico Artemisia pontica). La palabra deriva del latín absinthium, que a su vez proviene del griego ἀψίνθιον (apsinthion), y que se puede traducir como 'no-bebible'. Existen raíces de la palabra enlazadas a la palabra persa spand o aspand e incluso a la variante esfand con la que se denomina a una hierba de gusto amargo. Antiguamente esta planta se quemaba como signo de ofrenda y este ritual puede dar como pista sus orígenes protoindoeuropeos, ya que en urdú la raíz *spend significa «llevar a cabo un ritual» o «hacer ofrendas». No obstante, puede decirse que no queda clara ninguna de las posibles procedencias de la palabra absenta.

## Composición

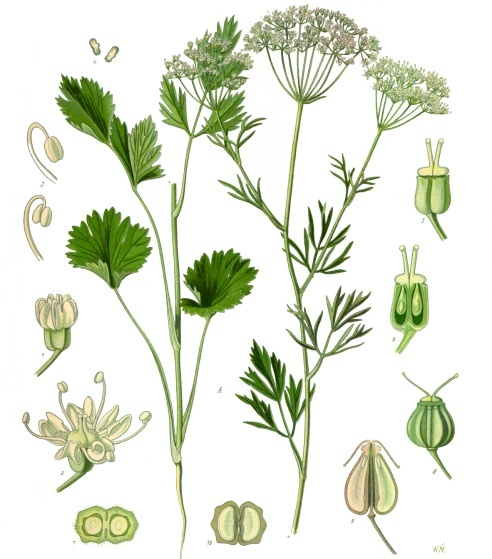
Pimpinella anisum (anís).

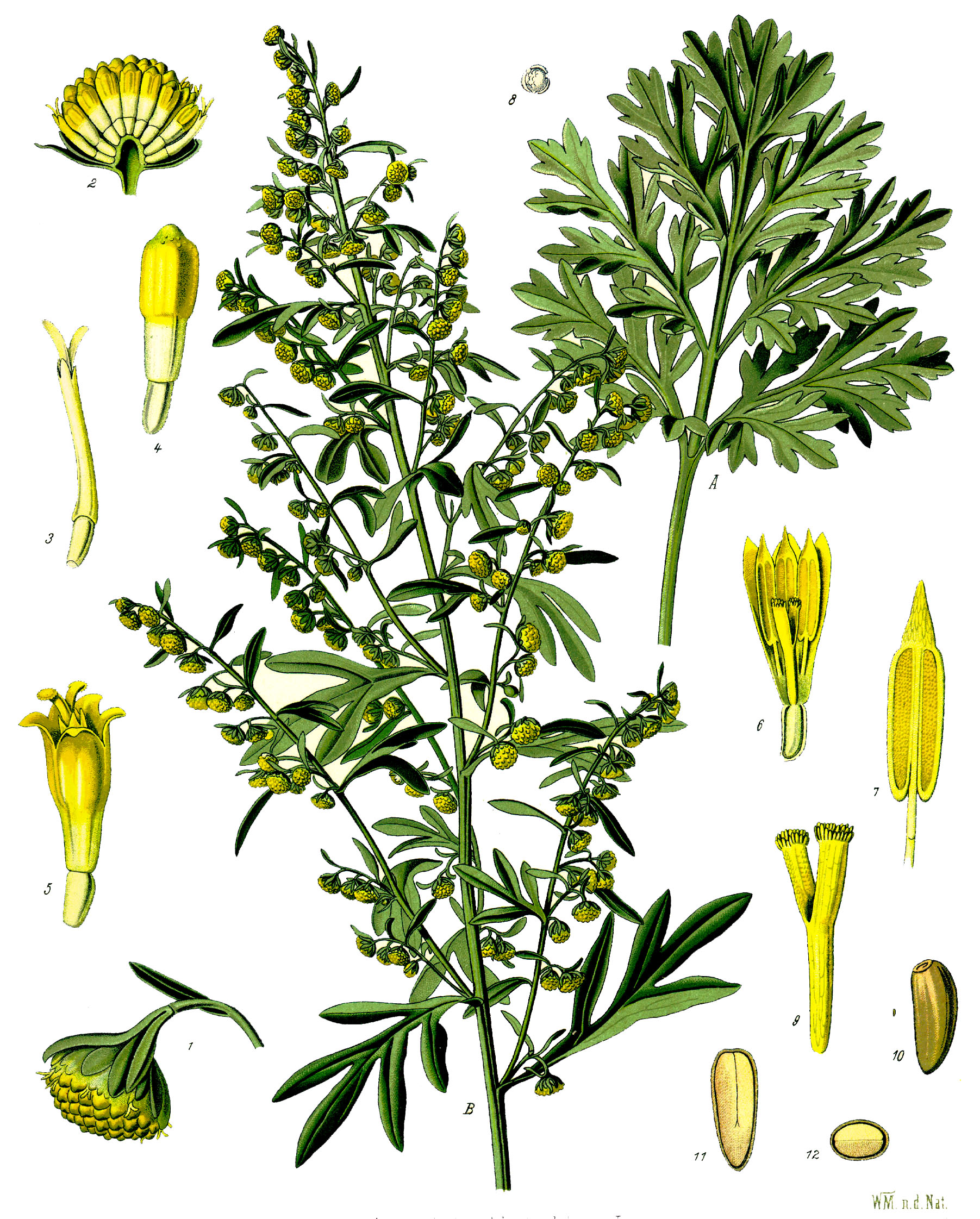
Artemisia absinthium.

La composición principal de esta bebida es el aporte de aromas de la planta Artemisia absinthium o ajenjo, el de las flores del hinojo y el anís. A esta triple composición se le ha denominado jocosamente «la santa trinidad». Dependiendo de los gustos aparecen en menores cantidades otras plantas tales como hisopo, melisa y pequeña artemisa. Existen recetas en las que aparece la raíz de la angélica, hojas de cálamo, hojas de dictamnus, cilantro, verónica, hojas de enebro, nuez moscada y regaliz, así como diferentes hierbas de origen silvestre.

### Elaboración
La maceración de Artemisia absinthium sin destilación produce una bebida en extremo amarga, debido a la presencia de un compuesto poco soluble en agua denominado absintina. Las recetas más auténticas denominan a la destilación después de la primera maceración y antes de la maceración «del color». La destilación del ajenjo en las flores del hinojo y el anís produce una disolución alcohólica incolora que abandona el alambique con una concentración de cerca de 72 % de alcohol. Se puede ver que los colores típicos de esta bebida denominados poéticamente la bleue ('azul') o la blanche ('blanca'), o el muy famoso verde, proceden de colorantes añadidos a la bebida, que pueden provenir de compuestos artificiales, o de la clorofila del propio ajenjo añadido al líquido resultante de la destilación. Tras este proceso se reduce con agua para obtener la concentración deseada de alcohol. Dependiendo del tiempo de exposición a la luz la clorofila puede variar de color desde el verde esmeralda pasando por un amarillo verdoso hasta un marrón. Ésta es la explicación de que las absentas vendidas «vintage» muestren colores ambarinos como resultado de este proceso de envejecimiento y reacción a la luz.

### Variantes
Las variedades no tradicionales se han elaborado mediante una mezcla en frío de las hierbas y esencias con alcohol. A veces se denominaba a este producto 'mezcla de aceites', este tipo de absenta no es auténtico y es considerado generalmente de inferior calidad que el de la absenta cuya elaboración tradicional procede de la destilación y el uso de botánicos naturales frescos.
El contenido de alcohol en la mayoría de las botellas es extremadamente alto, pudiendo bordear normalmente entre los 55 y los 80°, aunque puede alcanzar grados más bajos de 45° e incluso llegar a límites más altos, hasta los 89,9°. Debido a esta fuerte concentración de alcohol y de componentes de las hierbas, generalmente no se toma «directamente», y por ello su consumo está unido a un ritual de preparación, que incluye el que sea diluida con agua.
Históricamente ha habido cinco grados de absenta dependiendo su calidad ordinaire, demi-fine, fine, supérieure y Suisse (que no denota su origen).  La de máxima calidad (Suisse) tenía un contenido alcohólico de entre el 65 y el 72 %, la fine el 55 % y la ordinaire, el 45 %. A finales del siglo XIX se elaboraban productos falsificados de ajenjo donde ocasionalmente se adulteraba con virutas de cobre, zinc o índigo con el objeto de dar color verde y sabores característicos. La adulteración con cloruro de antimonio para producir el efecto louché y junto con el dopaje de otros productos tóxicos contribuyeron a que la absenta tuviera una reputación perniciosa.
Actualmente existen imitaciones de absenta que ofrecen ingredientes nuevos, no incluidos en las recetas originales como cannabis, es recomendable evitar dichos productos, pues es cuestionable el origen y los métodos de producción del fabricante al insistir en atribuir propiedades alucinógenas o tóxicas a la absenta.

## El rito de la bebida

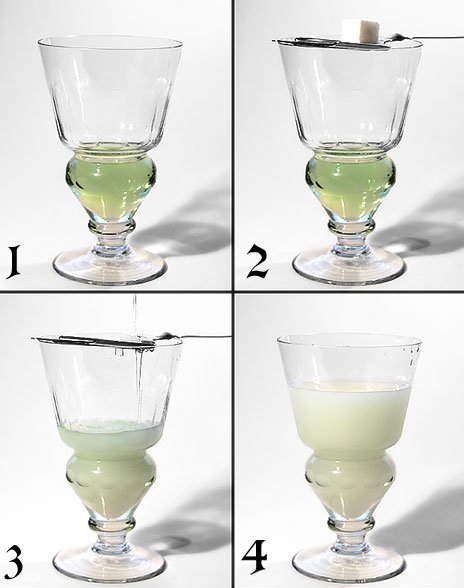
La forma tradicional de preparación.

### Instrumentos
Tradicionalmente el ajenjo se servía en una copa de cristal junto con la típica cuchara con perforaciones en la cazoleta. En la concavidad de esta cuchara se depositaba un terrón de azúcar que se sostenía en el borde de la copa. Junto con estos tres elementos se servía una jarra de agua fría utilizada para rebajar la mezcla de absenta desde 1/3 (un tercio) hasta 1/5 (la quinta parte), y esto se hacía vertiendo el agua lentamente a través del azúcar. Durante este proceso, dado que los componentes no son solubles en agua, la mezcla adquiría un color similar al de la leche (opalescente) denominado con la palabra francesa louche ('turbio', en castellano). El contenido debía beberse poco a poco.
Las copas en las que se sirve el ajenjo son muy variadas y exóticas: existen las normales y las más tradicionales, las que tienen en el fondo una especie de abultamiento o burbuja con la medida habitual de una onza.
Existe una variante del procedimiento explicado que consiste en calentar el terrón de azúcar y provocar su caramelización, para luego agregar el agua y obtener la mezcla. La caramelización del azúcar provoca variantes en el sabor original de la absenta.

### Lugares
Con el incremento de la popularidad se empezó a instalar en los bares una fuente de agua fría en el centro de las mesas, con sus grifos respectivos para que cada bebedor pudiera rebajar a placer la absenta servida siguiendo este proceso, permitiendo de esta forma que diferentes personas pudieran socializar en una única mesa.

## Historia

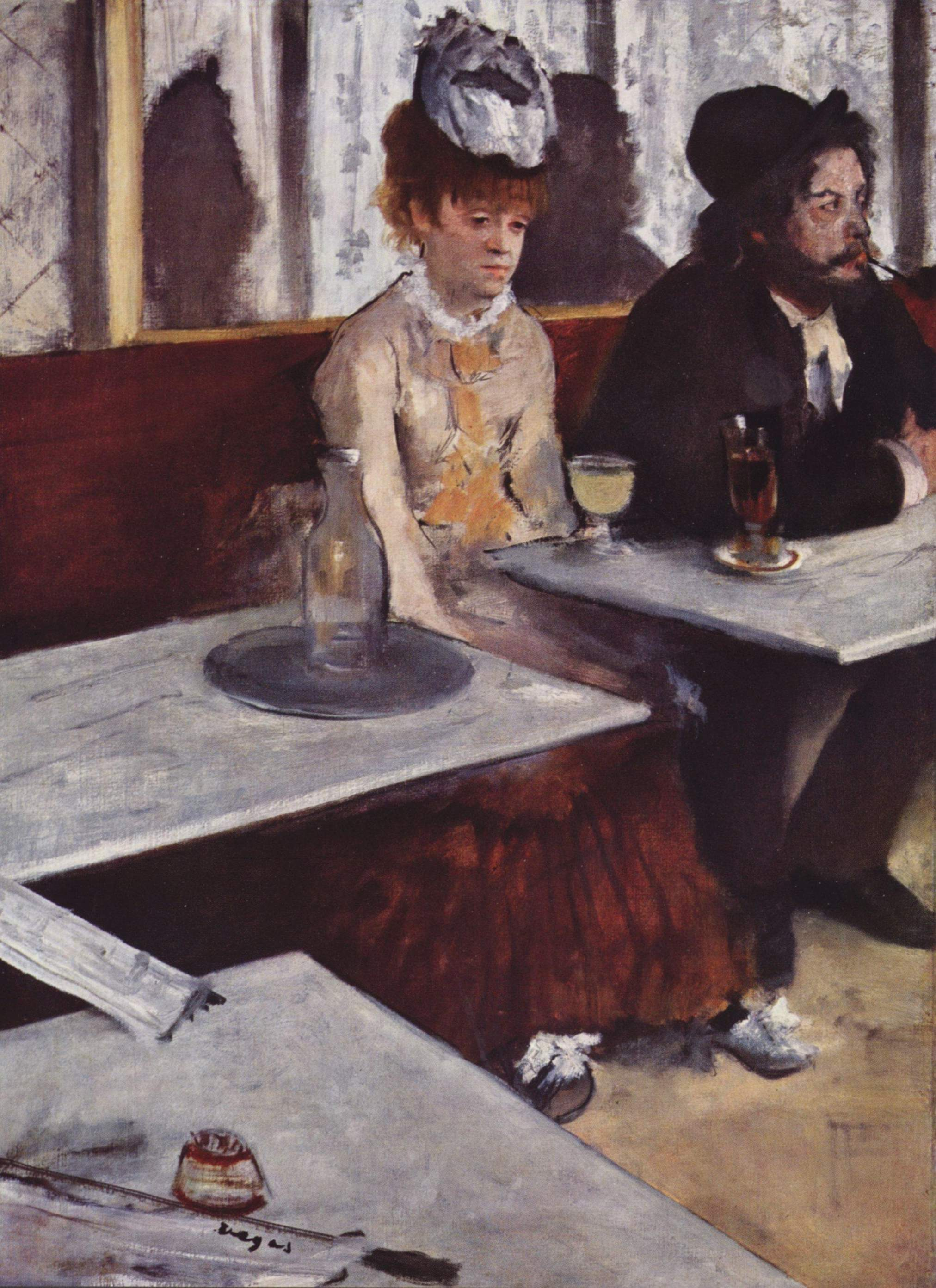
El ajenjo, cuadro de Edgar Degas.

Los orígenes de la absenta son inciertos. Según la creencia popular, la receta fue descubierta por un doctor de origen francés llamado Pierre Ordinaire alrededor de 1792 (la fecha exacta depende de la fuente) que vivía en Couvet (Suiza). Las hermanas del convento de Couvet vendían esta bebida como un elixir y de esta forma se dio a conocer. El Mayor Dubied fue la primera persona que adquirió la receta procedente de las monjas y de esta forma, su hijo Marcellin y su hijo político Henry-Louis Pernod abrieron en 1797 la primera destilería de absenta, Dubied Père et Fils, en Couvet. La popularidad de la bebida y su fuerte demanda hicieron que en 1805 construyeran una segunda destilería en Pontarlier bajo otro nombre: Maison Pernod Fils.
La popularidad de la absenta fue creciendo intensamente hasta la década de 1840, cuando se ofrecía a las tropas francesas como un medicamento antipirético. Cuando los soldados retornaban del frente, compraban esta bebida en las tabernas y bistrós. Durante la década de 1860 la absenta se había vuelto tan popular en Francia que muchos cafés y cabarets indicaban que a las 5 p. m. se producía l'heure verte ('la hora verde'). Se convirtió por aquel entonces en la imagen principal del movimiento bohemio. En la década de 1880 el precio se disparó considerablemente debido a la fuerte demanda. No obstante, se consideraba la bebida nacional de Francia a comienzos del siglo XX; en 1910, por ejemplo, los franceses consumieron 36 millones de litros de absenta.

## Controversia
La absenta ha sido una bebida muy controvertida durante toda su historia y desde sus orígenes en Europa. El desconocimiento y la falta de instrumentos científicos en el siglo XIX atribuyeron a la absenta la posibilidad de generar alucinaciones o causar demencia, razones por las cuales en algunos países se decidió prohibirla. Con el tiempo y el interés científico en analizar los ajenjos de la preprohibición, se ha comprobado que la absenta no es perjudicial. Algunos países han comenzado a levantar las prohibiciones, fijando algunos límites a los contenidos de anetol y tujonas principalmente. Se ha comprobado que la tujona puede estar presente en la absenta tradicional destilado en niveles de 0 a 50 mg/l, lo cual constituye un riesgo para la salud.

## Absenta en el arte y la cultura popular

### Arte y literatura

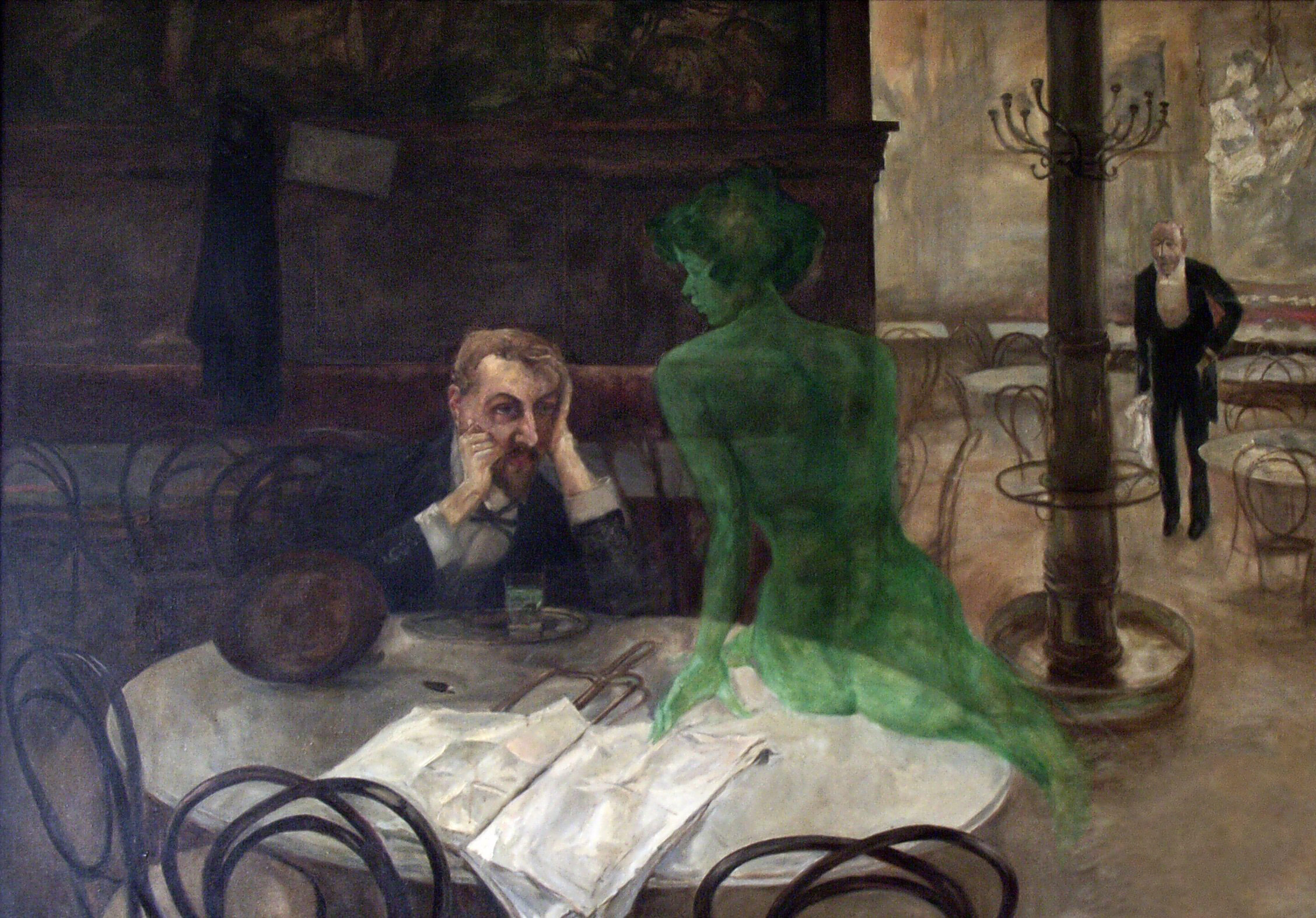
El bebedor de absenta, pintura de Viktor Oliva.

Los artistas de finales del siglo XIX y principios del XX, tales como Wilde, Van Gogh, Baudelaire, Manet, Picasso, Degas, Toulouse-Lautrec, Hemingway, Álvares de Azevedo, Strindberg, Pessoa, Verlaine, Rimbaud, entre otros, consumían absenta, ya que supuestamente inducía a la inspiración artística.
En 1888 Van Gogh, según el mito, ebrio de absenta, se cortó el lóbulo de la oreja y se lo dio a una joven prostituta. El adusto realismo de L'Absinthe, tema popular entre artistas bohemios franceses, fue visto patológicamente por los críticos británicos, pero Picasso elevó la absenta a tema magistral en varias de sus obras. Hay una cita de Oscar Wilde que reza: 

¿Cuál es la diferencia entre un vaso de absenta y el ocaso? (What difference is there between a glass of absinthe and a sunset?)

En El cuaderno gris, escrito por Josep Pla en 1919, se refiere a la marca Pernod Fils y habla de sus efectos desinhibidores, específicamente después de cuatro copas.  
En la novela Le vol d'Icare, de Raymond Queneau, el personaje principal entra a un bar en el que los comensales beben absenta y uno de ellos le instruye en el arte de la preparación.
En el poema «El brindis del bohemio» (1915), del mexicano Guillermo Aguirre Fierro, dedicado a la figura de la madre, se destaca un pasaje que dice:
Pero en todos los labios había risas,
inspiración en todos los cerebros,
y, repartidas en la mesa, copas
pletóricas de ron, whisky o ajenjo.

En Absenta, de Juan Alberto Corrales, no se menciona a la bebida en sí misma, sino una visión personal a través de ella:
Abro mis párpados.
 Es de nuevo la mañana clara cuando todo inició.
Luego la tarde tibia, luz tenue y dorada.
Cierro mis ojos.
Había algo de sol en invierno.
 Sus ojos, su cabello como el cielo,
 tarde transparente como una marquesina sin color.

Y el poeta colombiano Julio Flores, escribió Opio y Ajenjo: Por olvidarme de ti, prenda querida /verde ajenjo bebí con grande anhelo / y en el fondo de la copa como un cielo /vi el reflejo seductor de tu mirada. ...Si ni el opio ni el ajenjo han conseguido /que me olvide de ti, ya descreído/ solo me queda correr al camposanto/ a pedirle al cruel sepulturero/ que me entierre en una fosa donde pueda /ver si pueda dejar de amarte tanto.

### Música
- Ghost (banda), en su álbum Meliora, la primera canción llamada «Spirit» habla acerca de la absenta, además de nombrarla en el estribillo (al final de dicha canción se cita a Edgar A Poe en su poema «La ilusión», con la frase "espero que ningún ser en la tierra herede esta visión de mi espíritu").
- El guitarrista Dominic Miller sacó en 2019 un álbum titulado Absinthe, el cual abre con un tema del mismo nombre.
- Beth Orton tiene una canción llamada «Absinthe» en su álbum de 2006 Comfort of Strangers.
- La banda de metal Symphony X tiene una canción llamada «Absinthe and Rue» en su álbum de début (1994).
- John Zorn con Naked City editó un álbum entero denominado Absinthe en 1996.
- Blood Axis y Les Joyaux de la Princesse produjeron en 2001 el álbum Absinthe: La Folie Verte, seguido del álbum en directo Absinthia Taetra.
- El ritual de la absenta aparece en el vídeo de Nine Inch Nails «The Perfect Drug», del disco de la banda sonora de la película Lost Highway de David Lynch.
- La banda Cradle of Filth sacó una canción en 2004 dentro del disco Nymphetamine llamada «Absinthe with Faust».
- Marilyn Manson se jacta de haberse bebido una botella entera de absenta para la realización de sus discos, además de que cuenta con su propia marca de este licor, Mansinthe.
- Jason Webley sacó una canción en 1999 llamada «Absinthe Makes the Heart Grow Fonder».
- El grupo de punk The Gits tiene una canción llamada «Absynthe» en su álbum Frenching the Bully, de 1992.
- Kasabian compuso la canción «La Fée Verte» ("El hada verde") para su disco Velociraptor! (2011). La letra describe mediante metáforas los efectos psicodélicos de la bebida.
- La banda surcoreana BTS tiene una canción llamada «Blood Sweat and Tears» en su álbum de 2016 Wings; en esta, la bebida hace su aparición en algunas escenas del video musical, y el concepto abarca varios aspectos artísticos. Un ejemplo de esto son las narraciones de varios pasajes de «Demian» de Herman Hesse.
- IDK sacó una canción en su álbum 1981 llamada «Absinthe».
- loggans banda mexicana de rock instrumental, saco un sencillo en el 2024 con el título absenta.
- En castellano, el cantautor catalán Joan Manuel Serrat menciona en una canción a la absenta como ingrediente para elaborar un filtro de amor.

- El popular sintetizador por software Absynth, de la empresa Native Instruments, debe su nombre a un juego de palabras entre absinthe (absenta en inglés) y synth (sintetizador).

- El cantautor argentino Ariel Rot la refiere en el tema «Manos expertas», de su disco Sólo Rot, de 2010.

- Existe una banda de música metal en Córdoba, España, llamada Absenta que lleva en activo desde el año 2001.

- El músico mexicano Green A la nombra en su canción "Odio amarte".
- El grupo melillense The Ponzoñosso's Kafelito (TPKTO) abre su disco "Ases de lo Falso" (2018) con el tema  "Absenta".
- La cantante española Vicco participó en el Benidorm Fest 2023 con su canción "Nochentera", en la cual nombra a esta bebida.

### Cine
- En la película From Hell (Traducida en España e Hispanoaméríca como Desde el infierno), vemos paso a paso cómo el Inspector Frederick George Abberline, protagonizado por Johnny Depp, se prepara una absenta con agua y azúcar.
- Sin tanto ritual, el personaje Justin Pendelton (encarnado por Michael Pitt), elabora un par de absentas para él y su amigo Richard Haywood (Ryan Gosling), en el film Murder by numbers (titulada Cálculo mortal en Hispanoamérica y Asesinato...1-2-3 en España).

## Leyes
La absenta, al principio, se vendía en farmacias como bebida medicinal. En la actualidad no hay ninguna regulación particular con respecto a la absenta en la mayoría de los países (al igual que, por ejemplo, el whisky escocés o el coñac). Por lo tanto, los productores de bebidas alcohólicas pueden etiquetar un producto como absenta sin que el consumidor sepa si la bebida está o no elaborada de la forma tradicional.

### Unión Europea
La Unión Europea permite un nivel máximo de tujonas de 10 mg/kg en las bebidas alcohólicas no elaboradas a partir de la Artemisia y 35 mg/kg en las bebidas alcohólicas elaboradas a partir de la Artemisia. No está permitida la adición de tujona a ningún alimento.
Algunos países, como Francia, han prohibido la venta de cualquier bebida que tenga la denominación "absenta"; sin embargo, el producto puede ser exportado. La absenta se etiqueta como "spiritueux à base de plantes d'absinthe". Francia regula el Fenchone procedente del hinojo a un máximo de 5 mg/l. En España es legal su venta y distribución, al igual que en Suiza.

### América del Norte
En Canadá se regula la cantidad de venta de botellas por persona, y desde 2007 en Estados Unidos está permitida su venta y consumo personal en algunos estados, permitiéndole a diversas marcas su elaboración. En México está permitida la venta y consumo de absenta, controlándose su máximo de grados etílicos.

### América del Sur
En Argentina, el licor de ajenjo, muy distinto de la absenta importada que se bebe hoy, fue prohibido en 1907. El primer diputado socialista argentino, Alfredo Palacios, presentó un proyecto de ley para restringirlo, al entender que representaba una amenaza para las masas trabajadoras. El alto consumo en las tanguerías, cabarés y tugurios porteños había producido un fenómeno bastante extendido de personas con síntomas psicóticos.
"Sirva otra copa de ajenjo, si a nadie le importa si quiero tomar, porque esta noche la espero y sé que no ha de llegar" decía el popular tango «Copa de ajenjo», de Juan Canaro y Carlos Pesce. Un hit de la época.
La prohibición en el país, de todos modos, apareció como el reflejo de una tendencia mundial ante los excesos bohemios. En casi todos lados el ajenjo quedó finalmente en el olvido.
The Greens Saints es un grupo de personas en Buenos Aires que se dedica a beber absenta. Combinan discusiones literarias y de cine acompañadas por este licor de alta graduación alcohólica. La absenta más común en Argentina es la Hapsburg, de origen inglés. En los bares porteños hay que solicitarla con claves secretas como "tanqueta". En Argentina la prohibición está incluida en el artículo 1123 del Código Alimentario Nacional (CAA), donde se especifica cuáles son las limitaciones de venta. O sea que el consumo o la tenencia no está penada por la ley. Ninguna bebida con extractos de ajenjo está autorizada en el país, aunque reconoció, de todos modos, que en la última reunión del Mercosur se presentó una nueva lista de "aromatizantes" donde aparecía el ajenjo. El artículo 1123 del Código Alimentario Nacional (CAA) fue derogado por Resolución Conjunta SPReI y SAGPyA N° 86/2008 y N° 339/2008.
En Chile, la absenta no está prohibida desde 1978; por ende es legal desde esa fecha. No obstante, no fue reconocida legalmente hasta el 7 de marzo de 2011, día en que se publicó en el Diario Oficial la modificación al Decreto N.° 78, que reglamenta la Ley N.° 18.455, en el cual se incorpora en el Artículo 1, el nuevo numeral 55, que señala:

"Bebidas alcohólicas elaboradas sobre la base de Ajenjo: Son aquellas elaboradas con Artemisia absinthium L. (Ajenjo) principalmente, u otras especies del mismo género, cuyo contenido máximo de Tujonas totales (Alfa y Beta), no podrá ser superior a 35 miligramos por litro".

Dicha ley se creó en Chile luego de que en 2006 se inaugurara en la ciudad de Valparaíso el primer bar Verde Absenta, el primero dedicado a la absenta en todo el país.